# طاقم موسيقي

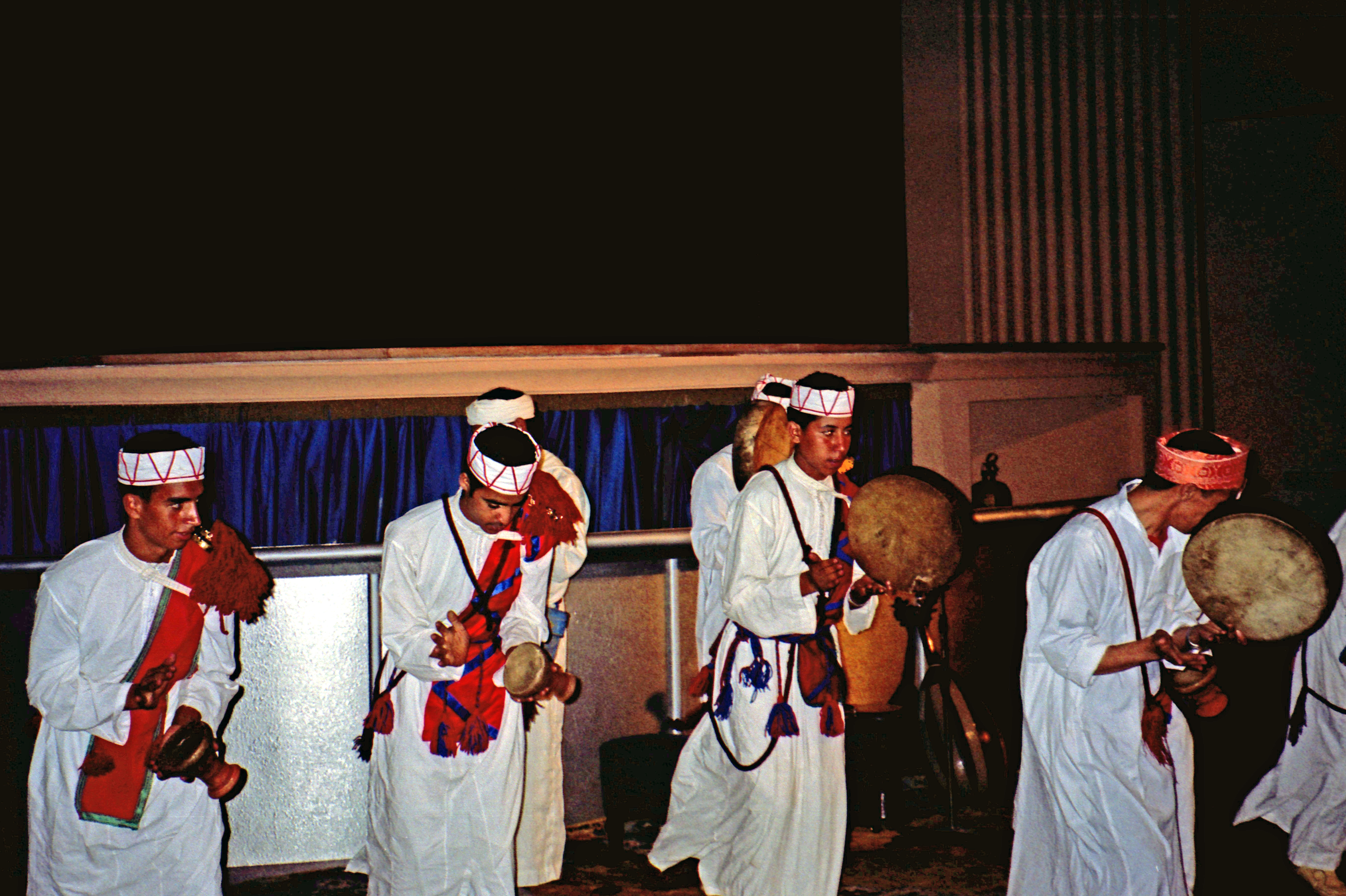

طاقم موسيقي لفظ تركي يستعمل في الموسيقى العربية بمعنى الجماعة التي تصاحب المغني بالآلات.

## المصدر
- طاقم موسيقي - الموسوعة العربية الميسرة، 1965